# Фактична конституція
Фактична конституція — це реально існуючий суспільний устрій (конституційний лад), основу якого складають ті об'єктивні відносини, які визначають найбільш суттєві економічні, політичні, соціальні та інші характеристики суспільства. Іншими словами, фактичну конституцію складають економічна, політична та соціальна основи суспільства, які органічно взаємопов'язані між собою.
Фактична конституція має місце в будь-якому, в тому числі безкласовому суспільстві.